# Bohuňovice (Svitavyi járás)
Bohuňovice település Csehországban, a Svitavyi járásban. Bohuňovice Sloupnice, Sedliště, Tržek, Cerekvice nad Loučnou, Horky, Řídký és České Heřmanice településekkel határos. Lakosainak száma 111 fő (2024. január 1.).

## Népesség
A település lakosságának változását az alábbi diagram mutatja:
| Lakosok száma | 354  | 318  | 300  | 185  | 148  | 116  | 103  | 113  | 115  | 111  |
|               | 1869 | 1890 | 1921 | 1950 | 1980 | 2001 | 2017 | 2019 | 2022 | 2024 |